# Porphyrophora lappulae
Porphyrophora lappulae är en insektsart som beskrevs av Jashenko 1990. Porphyrophora lappulae ingår i släktet Porphyrophora och familjen pärlsköldlöss.
Artens utbredningsområde är Kazakstan. Inga underarter finns listade i Catalogue of Life.